# Épône

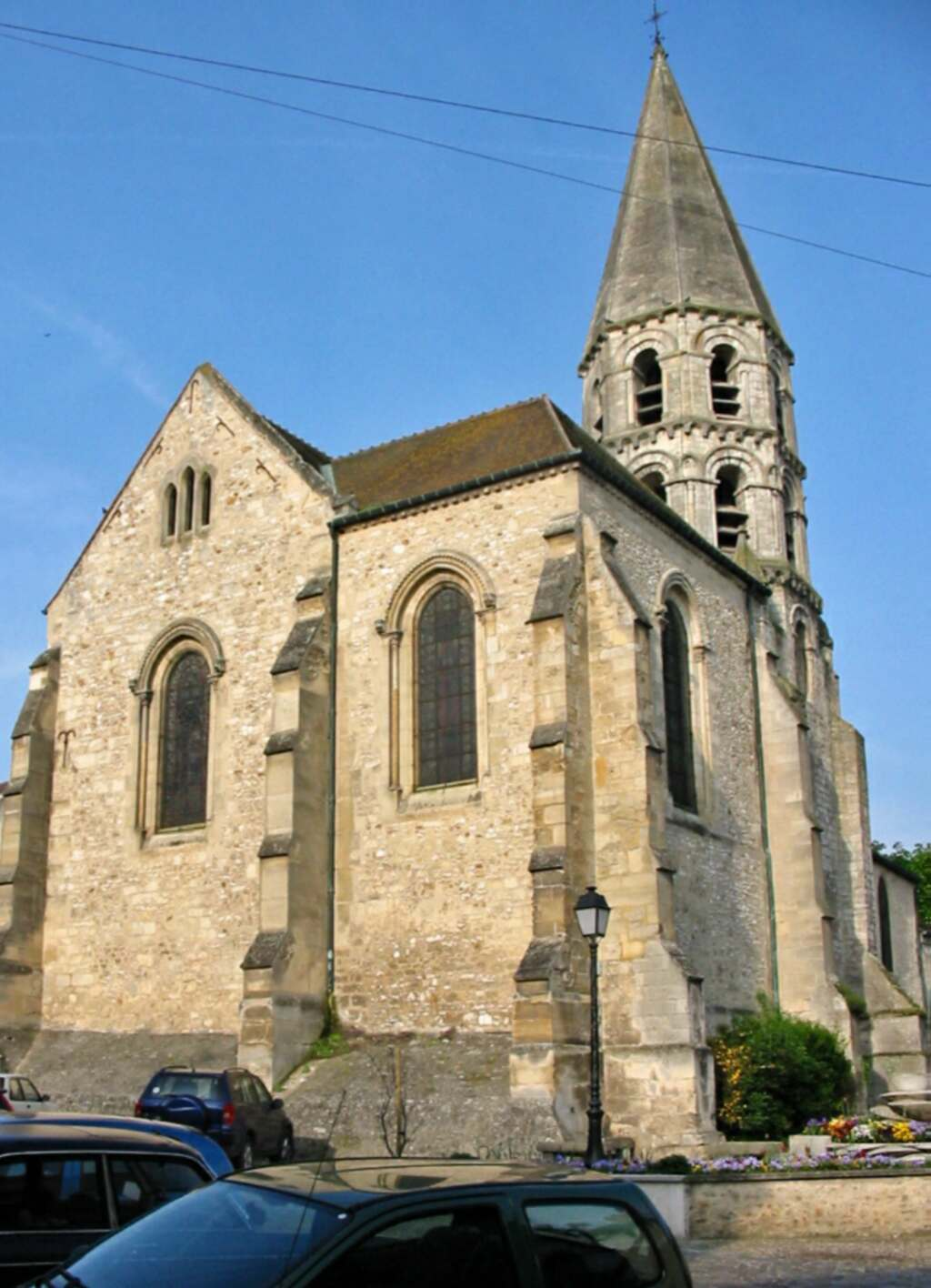
La chiesa di Épône

Épône è un comune francese di 6 585 abitanti situato nel dipartimento degli Yvelines nella regione dell'Île-de-France. Nel suo territorio la Mauldre confluisce nella Senna.

## Società

### Evoluzione demografica
Abitanti censiti